# 憫惜動物組織
憫惜動物組織（英文：Mercy For Animals，縮寫MFA）是一個跨國際非營利性動物保護組織，由Milo Runkle 在1999年創立。其使命為“防止對農場動物的虐待，與促進建立富有同情心的食物選擇和政策。”
目前MFA組織已經對工廠化農場和屠宰場進行了超過65次的調查，其中許多調查導致了對動物虐待行為的定罪，企業動物福利政策的改變，以及媒體黃金時段的報導。該組織也已驅使許多世界最大食品公司如雀巢(Nestle)、裴顿(Perdue)和沃爾瑪(Walmart)採取動物福利的政策。

MFA還透過社交媒體，視頻，寫作和網路資源來倡導全素食性飲食。 

### 1999-2007: 創立和早期歷史
米洛-倫克爾（Milo Runkle)在2017年出版的《憫惜動物:一個人對激發同情心和改善農場動物生活的追求》中寫道，他所在的俄亥俄州鄉村高中的一位生物老師把死去的小猪仔带到課堂上解剖 。其中一隻小猪還活著，於是在老師的農場工作的一位學生就抓起小猪，把它的頭朝下摔在地上。這一事件在當地引起了爭議，然而法官裁定，該學生的行為是合法的，因為這是"標準的農業行為"。經過這件事後他決心創立MFA。
他寫道，這種不公正現象對他的影響很大，促使他創建了一個以保護養殖動物為使命的組織。 
MFA在2001年進行了第一次調查。調查人員在接下來的幾週内五次於夜間進入俄亥俄州中的兩個雞蛋工廠的農場。他們收集了數小時的影像，給脫水的母雞飲水，并解救了其他受難的鳥類。
這些公開的的救援行動成為當地的頭條新聞。俄亥俄州最大的新聞台當時播放了這段录像，並將這段录像宣稱為'雞蛋產業不想讓你看到的視頻'。
次年，MFA的調查人員在俄亥俄州的另一個工廠化雞蛋農場-薇佛兄弟（Weaver Bros) 内录制了录像。大约5個小時的录像顯示，數千集母雞被關在簍子里，困於鐵絲網內而無法獲得食物或水，還有在腐爛動物屍體旁邊持續為人類產蛋的鳥兒。MFA利用這些录像来詆毀一個新的動物保護認證標籤，該標籤宣稱母雞是以人道的方式飼養。MFA要求檢察官對這些農場進行調查并提出告訴，然而這些農場都沒有受到司法懲處。 

### 2008-2010: 臥底调查和州法成立
目前，MFA的調查人員在工廠化農場和屠宰場工作來藉機搜證。長時間的接觸，讓調查人員能紀錄反覆、系統化的動物虐待，促使對這些虐待行為的定罪，也助長對動物福利政策的立法。 
在2008年，動物權利倡導者在加州各地組織了一場草根運動，以通過第2號提案，該提案要求给產蛋雞、懷孕豬和小牛足够的空間来躺下、站立、完全伸展四肢和轉身。在投票前兩週，MFA發布了加州兩個最大的產雞蛋場--Gemperle Enterprises和Norco Ranch的内部調查录像。最終提案2號獲得通過，至今仍被認為是美国有史以來最重要的養殖動物保護立法之一。
一年后，在缅因州的 MFA調查人員發現，一家工廠化雞蛋農場的工作和管理人員透過抓住鳥類的脖子并在空中揮舞的方式来殺死它們。他們將录像交给了當地的警察，警察突襲了該工廠。最後該工廠的負責人承認了10项虐待動物的罪名，并同意支付超过13万美元的罰款，這成為了有史以來對美国工廠化農場的最大處罰。 
2010年，包含MFA在內的幾個組織發起了一場運動，希望在俄亥俄州制定保護養殖動物的法律。起初俄亥俄州的農業局拒絕與其會面，直到MFA公開在俄亥俄州一家奶牛場的調查，此調查顯示該工廠的工作人員用干草叉刺傷奶牛，用鐵棍毆打它們，并扯扭它們的尾巴直到骨頭斷裂。調查结果公布後，俄亥俄州農業局终于同意与這些團體會面，并同意進行養殖動物福利改革。

### 2011-2013: 在加拿大的曝光，全體運動和定罪
受在美國行動成功的鼓勵，MFA于2012年擴張到加拿大。MFA對加拿大豬肉行業的首次曝光，促使該國八個最大的雜貨商逐步將妊娠定位欄從其供應鏈中剔除。一位告發者紀錄了工人向猪的頭部發射金属螺栓（電擊），使許多豬在失去知覺好幾分鐘，并在没有用止痛藥的情况下割掉小猪的睾丸。一些員工將小猪頭朝下摔在地上，來杀死它們。懷孕的猪被關在很小的簍子裡，完全無法轉身。加拿大著名的W5新聞節目在全國範圍内播放了這段录像。
加拿大的猪肉行業也承諾在全國範圍内逐漸淘汰妊娠定位欄，猪肉生產商也同意在没有減輕疼痛的情況下停止截肢小猪。
MFA在伯恩布雷農場(Burnbrae Farms)的兩家 Alberta阿爾伯供應商(當時Burnbrae Farms是加拿大麥當勞的雞蛋供應商)拍摄的视频，促使近12萬加拿大人呼應麥當勞停止使用簍子飼養的雞蛋。在曝光與民眾的強烈要求下，麥當勞宣布了一項政策，在其北美供應商的雞蛋農場中停止簍子飼養。幾乎整個加拿大食品產業都紛紛效仿。
在美国，MFA對供應Butterball公司火雞的工廠化農場進行了調查。隨後CNN、美聯社、NBC和《今日美國》等媒體對此進行報導，揭曉了工人們暴力踩踏火雞，拖著它們的翅膀和脖子，把他們摔進運送箱，並導致這些火雞受到了不必要的傷害和感染。在收到這些隐蔽摄像機的拍下的影像後，北卡罗來納州的执法部門對其中一家工廠進行了兩天的突襲調查。五名Butterball公司的員工以動物虐待罪被逮捕。這項起訴成為了美國歷史上首次對工廠化養殖人員對家禽虐待的定罪。
次年，MFA調查了威斯康辛州的一個乳品農場，該農場為雀巢的DiGiorno披萨品牌提供食品。秘密錄製的录像中顯示，奶牛被歐打、刺傷和被拖拉機拖拽。在录像受到媒體廣泛關注後，世界上最大的食品公司雀巢与MFA面會，并實施了影響深遠的動物福利政策。

### 2014-2016: 行動；新方案；以及向巴西、墨西哥、印度和亞洲地區的擴張
對雀巢公司取得成功後，MFA將目標鎖定在 Foods、Great Lakes Cheese 和Saputo 等大公司。 在MFA揭曉了與這些公司合作的供應商都有動物虐待行為後，這些公司提出了他們自己的動物福利政策。
經過對沃爾瑪豬肉供應商的六次調查，三年的行動，以及来自鲍勃·巴克(Bob Barker)、詹姆斯·克伦威尔(James Cromwell)、瑞恩·高斯林(Ryan Gosling)和其他一些名人的壓力，終於在2015年5月，沃爾瑪禁止其美国供應鏈使用这妊娠箱、電擊欄以及小牛夾欄。这家零售巨頭還承諾，將結束沒有止痛藥的残肢行為，如尾部切除、阉割和去角。
美国頂尖食品雜貨商Publix、Kroger、Albertsons和SUPERVALU，以及加拿大零售理事會，也在MFA的曝光或活動後承諾在其雞蛋供應鏈中禁止對母雞進行密集監禁的養殖。
2016年初，MFA推出了"好食物機構"（The Good Food Institute）。 該組織的使命為創造 "一個健康、人道和可持續的食品供應鏈"。該研究所為各類公司提供政策支持，推廣植物性產品，支持企業家，并對撥款機關、公司和政府機構進行有關植物肉的教育。
緊接著，在其兩家供應農場被MFA調查後，世界上最大的雞肉生生產商之一珀杜(Perdue)宣布了一項史無前例的承諾，致力於改善動物福利。該政策每年將减少進6.8億隻只鳥類的痛苦。
同年，MFA也在巴西、墨西哥、印度和亞洲等地區創建了地方組織
一名MFA調查員在墨西哥九个政府經營的屠宰場内拍摄了录像。其中動物們被殘忍的對待，如猪被拉著四肢拖到屠宰場上，被反复刺傷。一頭被绑住的牛被大錘击傷。一頭走投無路的猪被人用一把大刀刺向側面。此次調查引起了墨西哥主流媒体、El Universal和Proceso的關注。
墨西哥演员Eugenio Derbez在MFA的宣導視頻中講述了這種殘忍的行為。在一個線上請願中，Eugenio寫道:“我驚恐地看著視頻，動物們被绑起來，無緣無故地受到電击，被大錘殘忍的反复击打，然后被人刺傷後腦勺。"
回到美国，MFA與其他组织聯盟，該聯盟致力於在麻薩諸塞州通過《防止農場動物虐待法案》。這項于2016年通過的實施的法律禁止一些最残酷的農場虐待，并禁止銷售透過密集監禁養殖的取得的雞蛋、豬肉和小牛肉。

### 2017至今
在 2016 年的調查之後，MFA與墨西哥國會議員合作制定了聯邦立法，以結束臥底視頻中顯示的最惡劣的屠宰方法。該法過了兩個委員會和墨西哥國會的代表部門，幾乎得到了一致的支持。截至2018 年 10 月，該法案正在等待參議院投票。
MFA 於 2017 年在墨西哥和巴西發動了飲食意識計劃(Conscious Eating program)。通過該計劃，MFA 與大型機構（學區、大學和醫院）合作，幫助他們減少所提供的肉類、奶製品和雞蛋。由於政策承諾將肉類、奶製品和雞蛋的消費量減少 20%，巴西和墨西哥的學區、大學和社會援助計劃每年將提供約 2600 萬份全素餐。機構的管理人員和廚師從MFA獲得支持、資源、食譜和實踐培訓。
MFA 在巴西的工廠化農場內進行了多次揭露。巴西最大的日報 Folha de S. Paulo、 主流商業雜誌EXAME、 和 BuzzFeed News 對這些曝光進行了媒體報導。 
2018 年，巴西MFA的工作人員促使巴西最大的超市家樂福做出了一項歷史性的承諾，即停止使用小雞籠。在 MFA 活動或與 MFA 討論之後，美國、加拿大、墨西哥和巴西的數十個其他主要品牌，包括漢堡王、 General Mills、 Jack in the Box、 Pollo Pepe、Les Croissants 、Loz Car、Grupo Alimento、Grupo Habib's 和Grupo Halipar，都承諾改變他們對待動物的方式。 
在美國，MFA 與聯盟夥伴合作開展了加州防止殘忍運動(Prevent Cruelty CA campaign)，收集了超過660,000 個支持投票倡議的簽名，該倡議旨在禁止在加州生產和銷售來自籠中動物的肉和蛋。在 2018 年11 月的加州投票中，這項名為第 12 號提案的措施以63% 的選票獲得通過。 
近年來，MFA還率先使用無人機對工廠化農場和屠宰場進行調查。 MFA 無人機曝光了 35 個工廠化農場，調查視頻的瀏覽量已超過2200 萬。 
MFA 和另外一個組織聯盟在 2018 年對加利福尼亞的流網捕魚業進行的一項秘密調查顯示，海豚被流網纏住並淹死，瀕臨滅絕的物種被殺死，鯊魚在還活著和有意識的時候被割裂和刺傷。 
這項調查得到了《華盛頓郵報》、 舊金山紀事報、NBC灣區  和更多媒體的報導。臥底鏡頭影響了旨在禁止流網的兩項立法舉措：加利福尼亞州法案和聯邦法案。 
2020 年一項針對巴西活體出口行業的調查顯示，動物被關在狹小空間中在大船上連續數週，經常躺在自己的糞便中並被其覆蓋。到達中東目的地後，起重機被用來從四肢將生病和受傷的動物吊出來。在屠宰場，他們被割傷，四肢被砍斷，喉嚨被刺傷後流血致死。 

## 目前策略

### 揭露
美國、加拿大、墨西哥和巴西的MFA舉報人記錄了數以萬計的動物被集中關在棚子裡，在沒有緩解疼痛的情況下被肢解，金屬棒毆打，刺傷，摔到設備上，並在工廠中活生生地被碾碎。 

### 企業參與
MFA 鼓勵公司採取動物福利政策，並與大型機構合作減少肉類、奶製品和雞蛋的供應。在對供應 Perdue 的工廠化農場進行兩次 MFA 調查後，該公司實施了動物福利政策，該政策將每年減少近 6.8 億隻家禽的痛苦。至今MFA已推動數百家公司實施改革。

### 法律倡導
MFA 的法律團隊捍衛舉報人，追究虐待動物的責任，並倡導保護動物的法律。該組織的工作為動物帶來了新的法律保護；執法部門對農場的突襲；關閉設施；對虐待動物的農場主、經理和僱員提起刑事訴訟；以及促成反舉報人立法的失敗。 

### 社會影響
通過社交媒體和外展活動，MFA提高公眾對養殖動物苦難的認識，並促進富有同情心的食物選擇。該組織運營著 ChooseVeg.com ，這是一個致力於讓植物性飲食更容易、更容易獲得的網站，並為有興趣吃更多植物性食物的人提供一對一的支持。

## 活動

### 無名英雄晚會(Hidden Heroes Gala)
MFA 每年都會在洛杉磯市中心舉辦無名英雄晚會。向MFA調查人員及其支持者致敬。
每年都有著名的名人出席以示支持。 過去的與會者包括华金·菲尼克斯、莫比、托尼·卡纳尔、帕梅拉·安德森、米娅、艾米丽·丹斯切尔、凯特·冯·D 、利昂娜·刘易斯、黛安·沃伦、艾玛·肯尼、埃文娜·林奇、罗斯·麦高恩、西蒙·赫尔伯格、凯文·尼隆、丹妮拉·莫奈和奥特普·沙玛雅.

### Circle V
Circle V 是首個慶祝動物權利的全素音樂節，於2016 年舉辦。2017 年舉行了第二次活動。成千上萬的人聚集於此。在白天，有素食食品供應商、零售快閃店和著名演講者供參與者享受。 晚上，魔比、Goldenvoice等音樂人在好萊塢的方達劇院登台演出。此次活動的所有收益都將為MFA籌資。

## 另見
- 農場動物權利運動